# Колін Бейкер (футболіст)
Колін Бейкер (англ. Colin Baker, 18 грудня 1934, Кардіфф — 11 квітня 2021) — валлійський футболіст, півзахисник.
Насамперед відомий виступами за клуб «Кардіфф Сіті», а також національну збірну Уельсу.

## Клубна кар'єра
У дорослому футболі дебютував 1953 року виступами за команду клубу «Кардіфф Сіті», кольори якого і захищав протягом усієї своєї кар'єри гравця, що тривала чотирнадцять років. Більшість часу, проведеного у складі «Кардіфф Сіті», був основним гравцем команди.

## Виступи за збірну
1958 року дебютував в офіційних матчах у складі національної збірної Уельсу. Протягом кар'єри у національній команді, яка тривала 4 роки, провів у формі головної команди країни лише 7 матчів.
У складі збірної був учасником чемпіонату світу 1958 року у Швеції.
| Дата       | Місто     | Господарі | Результат | Гості             | Турнір                              | Голи | Примітки |
| ---------- | --------- | --------- | --------- | ----------------- | ----------------------------------- | ---- | -------- |
| 11/06/1958 | Стокгольм | Уельс     | 1 – 1     | Мексика           | ЧС 1958                             | -    |          |
| 04/11/1959 | Глазго    | Шотландія | 1 – 1     | Уельс             | Домашній чемпіонат Великої Британії | -    |          |
| 06/04/1960 | Рексем    | Уельс     | 3 – 2     | Північна Ірландія | Домашній чемпіонат Великої Британії | -    |          |
| 28/09/1960 | Дублін    | Ірландія  | 2 – 3     | Уельс             | товариський матч                    | -    |          |
| 22/10/1960 | Кардіфф   | Уельс     | 2 – 0     | Шотландія         | Домашній чемпіонат Великої Британії | -    |          |
| 23/11/1960 | Лондон    | Англія    | 5 – 1     | Уельс             | Домашній чемпіонат Великої Британії | -    |          |
| 08/11/1961 | Глазго    | Шотландія | 2 – 0     | Уельс             | Домашній чемпіонат Великої Британії | -    |          |
| Усього     |           | Матчів    | 7         |                   | Голів                               | 0    |          |